# Алдея-Нова (Ангола)
Алдея-Нова — это город и коммуна в Анголе, которая находится в провинции Северная Кванза. Входит в состав муниципалитета Банга.

## Административное деление
Алдейя-Нова является частью провинции Северная Кванза, административным центром которой является Ндалатандо. Эта провинция отличается низкой плотностью населения — всего 20,5 человек на квадратный километр — и преимущественно сельским образом жизни.

## Экономика и инфраструктура
Большинство жителей заняты сельским хозяйством, выращивая кофе, кассаву и кукурузу. Однако транспортная доступность ограничена: дороги часто грунтовые, что затрудняет сообщение с крупными городами.